# Ranquitte
Ranquitte (en criollo haitiano Rankit) es una comuna de Haití que está situada en el distrito de San Rafael de la Angostura, del departamento de Norte.

## Historia
Fundado con el nombre de Rancho Chiquito por los españoles, pasó a ser la comuna actual en 1882.

## Secciones
Está formado por las secciones de:
- Bac à Soude (que abarca la villa de Ranquitte)
- Bois de Lance
- Cracaraille

## Demografía
| Gráfica de evolución demográfica de Ranquitte entre 2009 y 2015 |
|                                                                 |

Los datos demográficos contemplados en este gráfico de la comuna de Ranquitte son estimaciones que se han cogido de 2009 a 2015 de la página del Instituto Haitiano de Estadística e Informática (IHSI). 